# Vox Salamanca
Vox Salamanca és la secció provincial del partit polític Vox que es presenta a la província de Salamanca.
Inicialment coordinat per Enrique de Santiago, un advocat, va canviar la coordinació a Rafael Revert Albarrán, un empresari. El gener de 2019l'agrupació estava formada per cinc membres vocals. El març de 2019, setanta afiliats i simpatitzants van denunciar la direcció nacional per la falta de transparència, ja que no explica els comptes. Eixe mes, Vox Salamanca va emetre un comunicat desmentint que es negaven a comunicar-se amb la publicació La Gaceta de Salamanca. El president de Vox Salamanca, l'advocat Enrique de Santiago, deixà el partit perquè no li agradava en la direcció cap a la que anava el partit.